# Mixarcturus acanthurus
Mixarcturus acanthurus là một loài chân đều trong họ Antarcturidae. Loài này được Monod miêu tả khoa học năm 1925.